# Yngve Larsson
Gustaf Richard Yngve Larsson (Sundsvall, 13 dicembre 1881 – Stoccolma, 16 dicembre 1977) è stato un politico svedese.

## Biografia
Figlio del mercante Axel Larsson (1854-1894) e Ida Larsson (Sundberg) (1858-1950). Aveva due fratelli, Lennart Larsson e Stieve e una sorella, Ingrid, moglie del diplomatico tedesco Friedrich Stieve. Parente di Halvar Sundberg e di Embleton Sundberg.
Trasferitosi con la famiglia a Stoccolma, studiò prima alla Palmgrenska samskolan e poi all'università di Uppsala ed in seguito a Heidelberg e Berlino. Fondò nel 1908 la Svenska stadsförbundet mentre ebbe una notevole influenza nella riforma costituzionale di Stoccolma del 1920 e nella creazione della metropolitana di Stoccolma.
Sposò il 4 gennaio 1904 Elin Bonnier (1884-1980), la coppia ebbe sei figli:
- Verna Lindberg, moglie di Folke Lindberg;
- Matts Bergom Larsson;
- Esther Berggren , moglie del teologo Erik Berggren;
- Richard Larsson;
- Yngve A. A. Larsson, professor;
- Mårten Larsson, sposato con Lena Larsson.

## Riconoscimenti
Fra i molti riconoscimenti ricevuti: